# 깔라야 반도라
깔라야 반도라(아랍어: قلاية بندورة, 표준 아랍어:  깔라야 반두라[*]) 또는 자즈 마즈(아랍어: جز مز)는 요르단과 팔레스타인의 토마토 요리이다. 올리브유에 양파를 볶다가 고추, 토마토를 함께 넣어 볶은 음식이다. 보통 아침으로 아랍빵과 먹는다.

## 역사
사해 인근의 구르앗사피 지역에서 만들어진 음식이다.

## 같이 보기
- 마트부카
- 메네멘
- 샤크슈카